# Новицкий, Евгений Фёдорович
Евге́ний Фёдорович Нови́цкий (29 ноября 1867 — 11 июня 1931, Сараево) — русский военачальник, генерал-лейтенант.

## Биография

### Императорская армия
Окончил Полоцкий кадетский корпус (1884) и 2-е Константиновское военное училище (1886), выпущен в лейб-гвардии Литовский полк.
В 1892 году окончил Николаевскую академии Генерального штаба. По окончании академии состоял преподавателем военной истории и тактики в Павловском военном училище.

С точки зрения максимума пользы, которую человек способен принести, бросив педагогическую карьеру, Новицкий сделал ошибку. По натуре и по влечению сердца, он был педагог и педагог очень высокого класса. Педагог гораздо больше, чем военный, и педагог даже с оттенком кабинетного человека. Он мог бы составить блестящий курс любой военной науки и не менее блестяще его прочесть. Мог бы составить новый «полевой», или ещё лучше «устав внутренней службы». В этом уставе, в сотнях параграфов и подразделений, были бы предусмотрены все возможные и невозможные случаи. Стоил бы ему он огромного труда и наверное из всей Российской армии знал бы его основательно только он один.

Настоящее его место было бы в Военной Академии, или ещё лучше место начальника военного училища, так как в дополнение к блестящему дару слова, необычайной добросовестности и исключительной трудоспособности, он был вовсе не сухарь, а человек добрый и отзывчивый. Молодёжь его бы обожала. А потом всю жизнь, до самой смерти, со слезами на глазах, вспоминала бы, какой у них был удивительный начальник и каким хорошим вещам он их в молодости учил.— Макаров Ю. В. Моя служба в Старой Гвардии. 1905–1917
- 16 июня 1895 — Старший адъютант штаба 2-й гвардейской пехотной дивизии.
- 8 января 1898 — Старший адъютант штаба Гвардейского корпуса.
- 3 апреля 1900 — Штаб-офицер для особых поручений при штабе Гвардейского корпуса.
- 3 ноября 1902 — Штаб-офицер при управлении 50-й резервной пехотной бригады.
- 1903 — Полковник.
- 1905 — Командирован в Маньчжурию.
- 21 сентября 1905 — Начальник штаба 2-й стрелковой дивизии.
- 30 сентября 1905 — Командир 12-го стрелкового полка
- 26 марта 1910 — Генерал-майор. Командир лейб-гвардии Семеновского полка.
- 21 ноября 1912 — В Свите Его Императорского Величества.
- 22 ноября 1913 — Начальник Офицерской стрелковой школы. Состоял членом комиссий по принятию на вооружение автоматического ружья и выработке нового Наставления для стрельбы.

В этом же 13-м году Новицкого от нас взяли и дали ему Офицерскую Стрелковую Школу. Это была маленькая военная академия для пехотных капитанов, аттестованных для дальнейшего продвижения. Назначение на этот пост Новицкого было самое удачное. Там он был, как говорят англичане, «настоящий человек, на настоящем месте».— Макаров Ю. В. Моя служба в Старой Гвардии. 1905–1917
- 12 мая 1915 — Начальник 48-й пехотной дивизии. Занимался восстановлением её боеспособности после потерь, понесенных на Дуклинском перевале.
- 1916 — Генерал-лейтенант «за боевые отличия».
- 22 апреля 1917 — Командир 45-го армейского корпуса.
- 14 июля 1917 — В резерве чинов при штабе Одесского военного округа.
- 1918 — Спас архив и библиотеку Румынского фронта.

### Белое движение

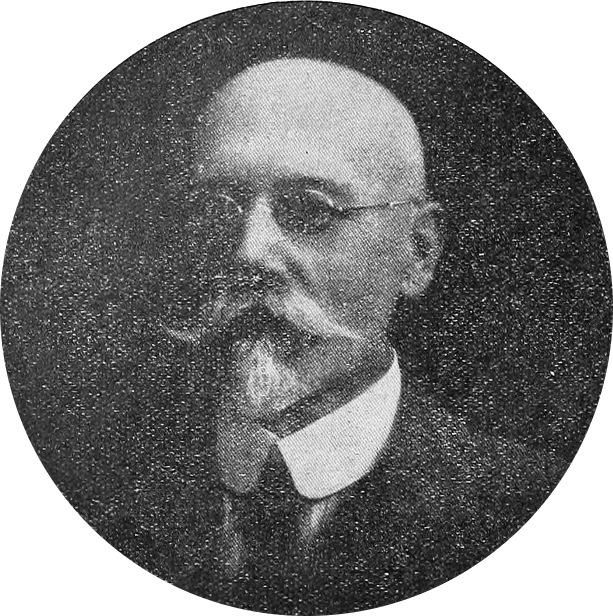
В эмиграции.

В Добровольческой армии и Вооружённых Силах Юга России состоял в распоряжении главнокомандующего, участвовал в деятельности комиссий по выработке новых уставов и наставлений. В 1920 году эмигрировал в Королевство Сербов, Хорватов и Словенцев. С 1921 служил в югославской армии в инспекции пехоты, затем инструктором в стрелковой школе в Сараеве. Состоял одним из руководителей выпуска «Вестника военных знаний», был одним из создателей Общества ревнителей военных знаний, председателем Объединения чинов 48-й пехотной дивизии (Сараево).

В белой армии Новицкий не служил. Гражданская война была совершенно не в его характере. Интересно то, что стрелковая слава Новицкого распространилась так далеко, что когда он очутился в эмиграции в Югославии, тамошний военный министр предложил ему организовать для сербских офицеров стрелковую школу, по образцу старой нашей. И с присущей ему добросовестностью Новицкий этим занялся.— Макаров Ю. В. Моя служба в Старой Гвардии. 1905–1917
Умер в Сараеве, был похоронен с воинскими почестями на русском участке местного кладбища.